# Seznam estonskih pesnikov
Seznam estonskih pesnikov.

## A
- Artur Adson
- Betti Alver
- Karl Ast

## I
- Aapo Ilves

## J
- Merle Jääger
- Johann Voldemar Jannsen (1819–1890)

## K
- Maarja Kangro
- Jaan Kaplinski
- Jaan Kärner
- Lydia Koidula (Lydia Emilie Florentine Jannsen)
- Hasso Krull
- Asko Künnap

## L
- Uno Laht
- Juhan Liiv
- Viivi Luik

## P
- Kristjan Jaak Peterson
- Aare Pilv

## R
- Paul-Eerik Rummo

## S
- Johannes Semper
- Ivar Sild
- Johannes Smuul

## T
- Mats Traat
- Leelo Tungal

## U
- Marie Under

## V
- Johannes Vares
- Juhan Viiding